# ويليام جوزيف سيمونز
ويليام جوزيف سيمونز (بالإنجليزية: William Joseph Simmons)‏ هو سياسي أمريكي، ولد في 6 مايو 1880 في مقاطعة شيلبي في الولايات المتحدة، وتوفي في 18 مايو 1945 في أتلانتا في الولايات المتحدة.